# 中村家住宅 (南越前町)
中村家住宅（なかむらけじゅうたく）は、福井県南条郡南越前町河野にある北前船主の大規模邸宅を今に伝える歴史的建造物。北前船交易で隆盛した河野の豪商・中村家の旧邸宅で、主屋ほか多数の建造物を含む大規模な建築。1887年（明治20年）の主屋建設以来の姿を残し、2015年（平成27年）に重要文化財に指定されている。

## 地理
北前船主館の遺構がある河野区は敦賀湾入口に位置する。河野は断層海岸地形で断崖が海に落ち込む崖下の狭少な平地にあり、家屋が海岸に沿って帯のように連なっている。船主集落は、刀禰家（とねけ）、中村家、右近家の3家がある。

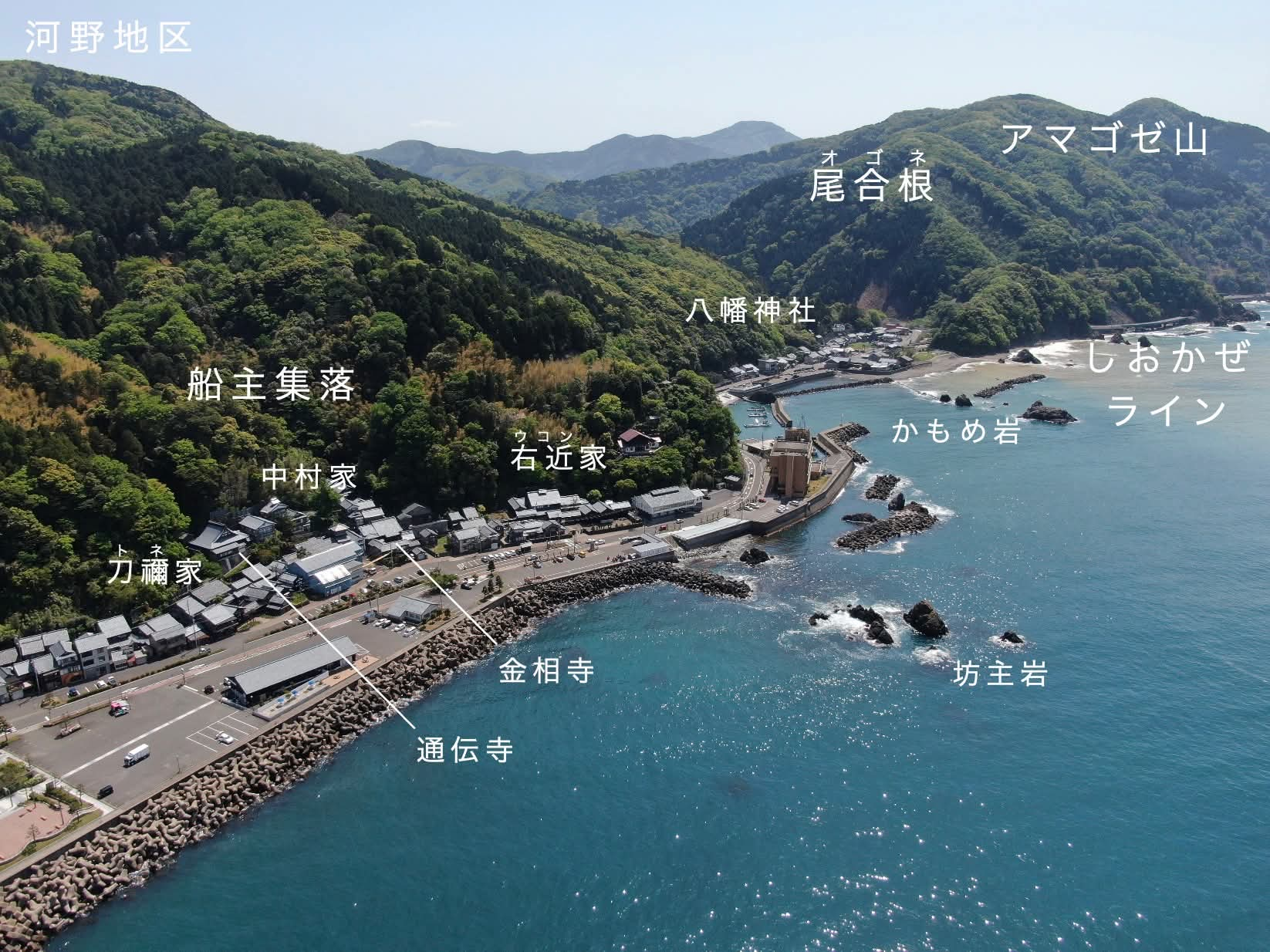
海岸から見た河野地区

## 歴史

### 中村家の歴史

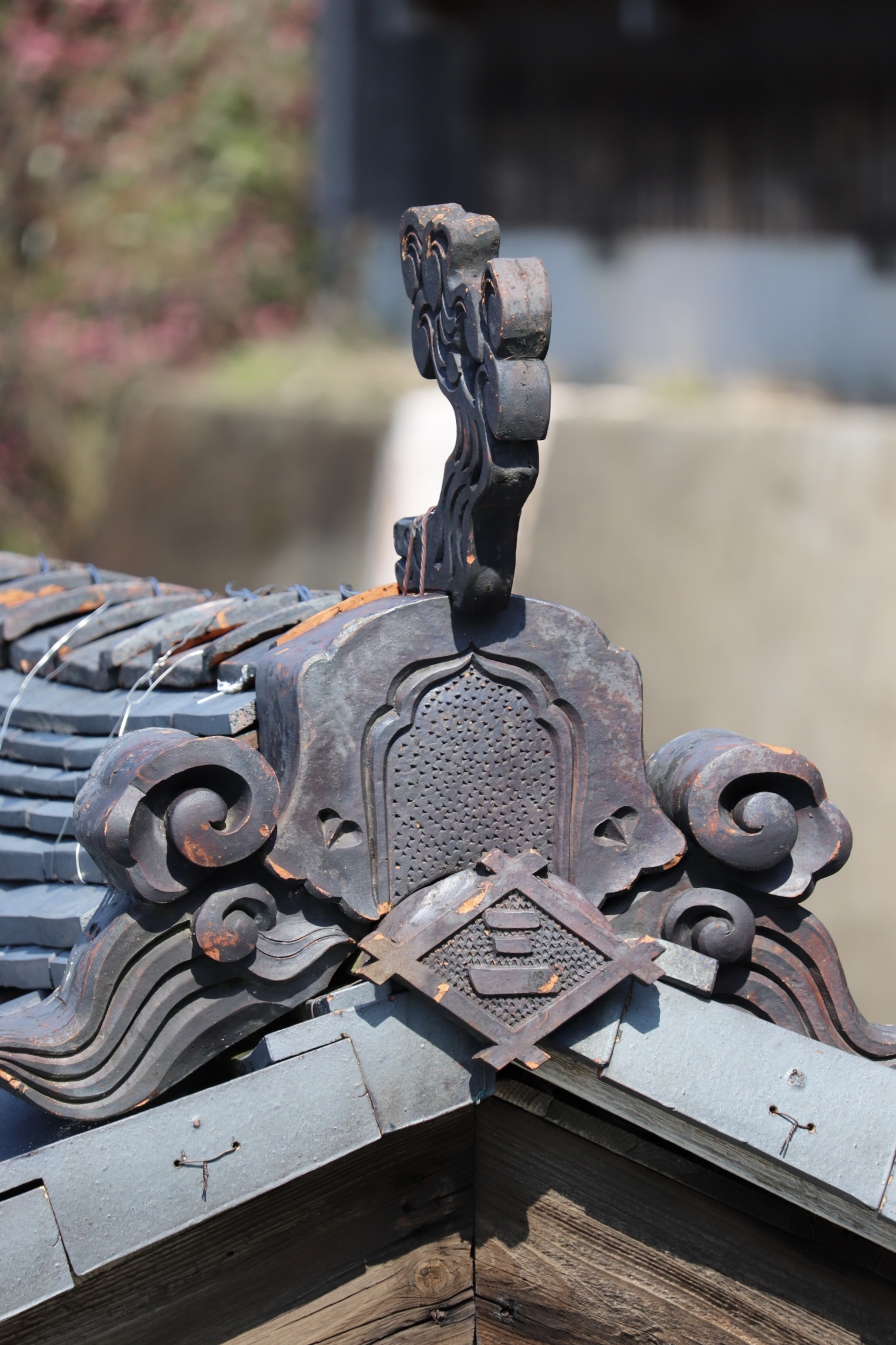
井桁に「三」の店印がつけられた鬼瓦

中村家は江戸時代には三郎右衛門を通称とし、庄屋を勤めることもあった。
中村家に伝来する中世から近代の資料は約3万5000点を数え、福井県内では最大級の資料群となっている。
1754年（宝暦4年）の「万年帳」には、幕府の巡検使が来村した時の回答例として河野浦の石高66石余、家数64軒324人、弁財船4痩、柴船15艘の所持が記され、中村家は草分百姓として福井藩への御用金や同藩の日光普請勤役時の献金等を担ってきたとしている。宝暦11年（1761年）4月には巡検使の宿を勤めた。巡検使の記録から、母屋の間取りが現在とほぼ変わっていないことがわかる。
明治初年には通称を三之丞とあらためた。中村三之丞（卯之助、1817～1881年）が福井藩の維新後の地方制度のもとで里長、その子息中村三之丞（1852～1935年）が町村制のもとで初代および第6代河野村長を勤めた。
江戸中期に始まった中村家の廻船業は、徐々に拡大し、明治後期から昭和初年に最盛期をむかえた。明治期には大阪（江之子島、1904年以降立売堀）、播磨飾磨、小樽に支店を有した。

### 中村家と廻船業

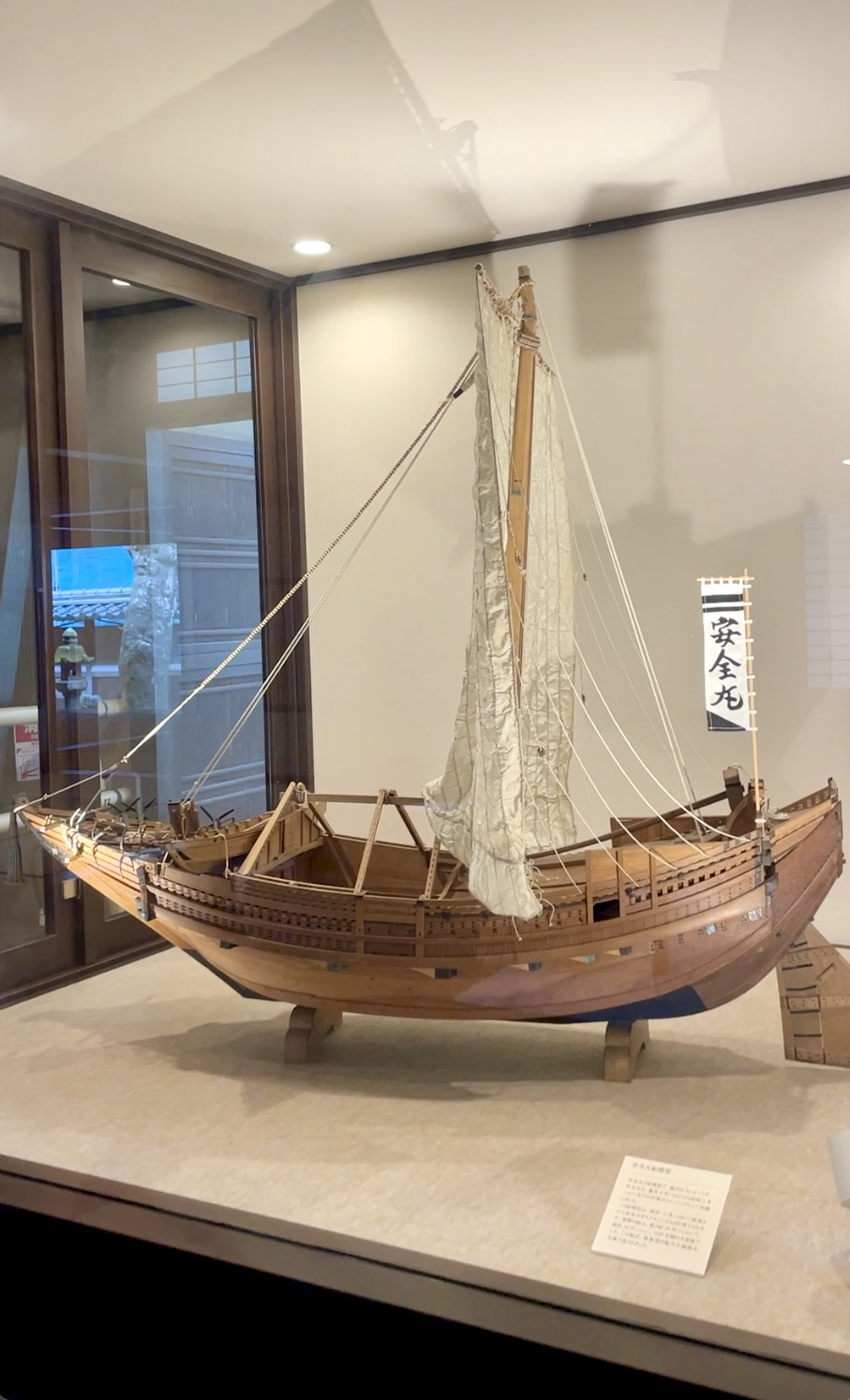
「安全丸」の模型

寛政6年（1794年）の記録には、中村三郎右衛門の小松丸が9月に大坂に到着した記録がある。寛政10年（1898年）の記録にも、弁財船4艘が中村家、3艘が右近家の所有で400石積が記載されている。
嘉永年間（1848年～1854年）以降には、中村家と右近家の双方が急激に持船数を増加させていき、河野浦には両家以外の船主も登場した。収益の一部を投じ、1874年（明治7年）には右近家とともに、南条郡四郎丸から同郡河野浦にいたる春日野新道を開削した。春日野新道は大正末期まで用いられた。
1899年（明治32年）には、長福丸190トン・千羽丸260トン・歓祥丸207トン・安全丸265トン・歓晃丸296トン・安静丸1251トンの6艘で、定期航路は大阪から瀬戸内海から日本海経由北海道であった。貨物は塩・縄筵などと、北海道の海産物・農産物であった。1909年（明治42年）から1922年（大正11年）までカムチャッカでサケ、マス漁業を行った。
『中村家文書』によれば、1883年（明治16年）時点で中村家は「安全丸」「長福丸」「安静丸」「幸吉丸」の4艘を所有し、1893年（明治26年）時点で「安全丸」「長福丸」「安静丸」「永福丸」「善喜丸」の5艘の日本形船と、「観晃丸」「歓祥丸」の2艘の西洋形帆船を所有していた。このうち「長福丸」の船名は1896年（明治29年）に新造された西洋形帆船に継承され、1898年（明治31年）時点では3艘の西洋形帆船と4艘の弁才船を所有していた。
1897年（明治30年）には、船6艘、乗組員63名、売上高は19万8000円であった。その売上で田畑や山林を購入し、植林も行った。

### 船絵馬の記録

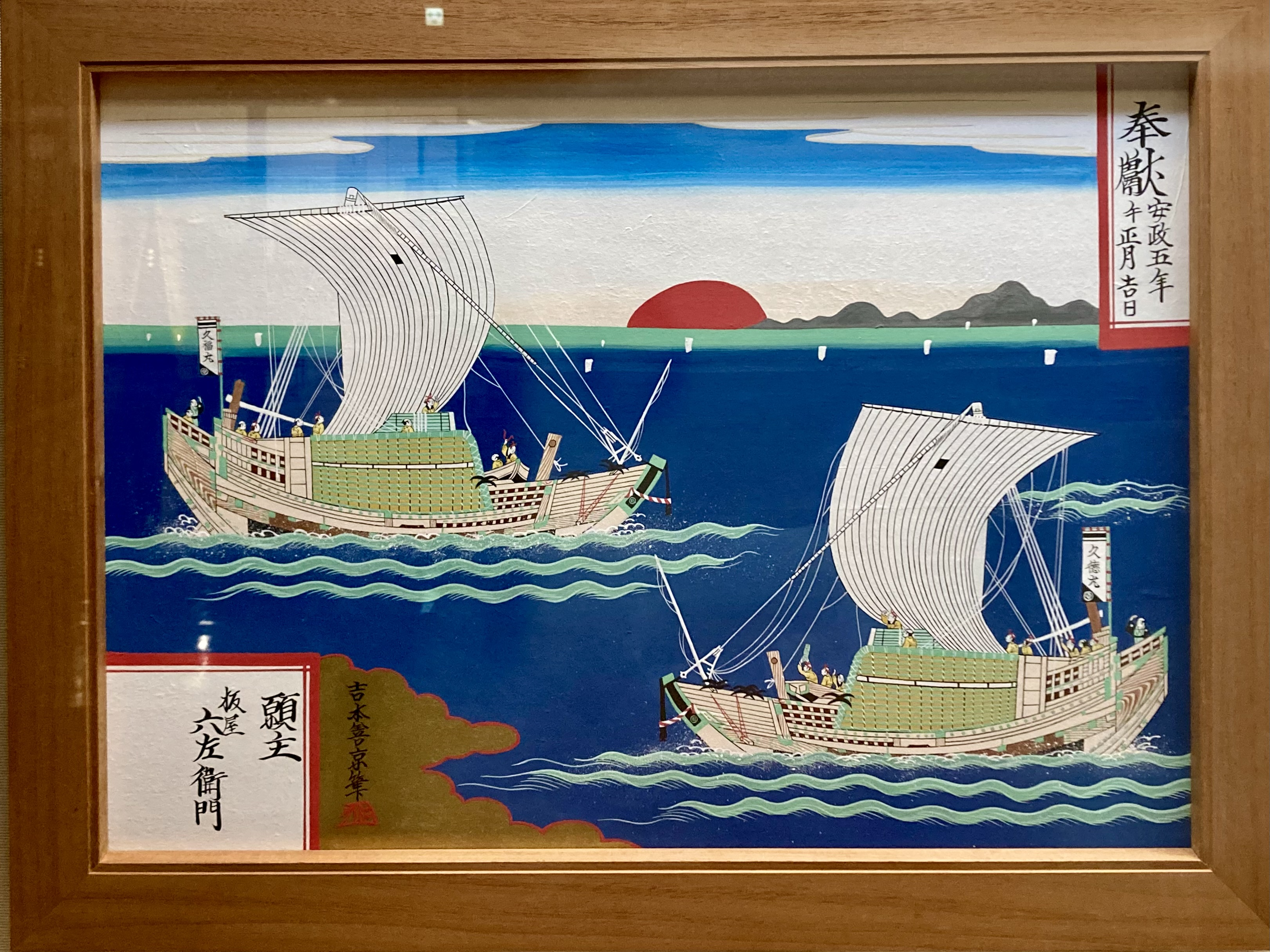
中村家の久福丸・久徳丸を描いた船絵馬（南越前町河野八幡神社、福井県立歴史博物館レプリカ）

1854年（嘉永7年）、河野村の八幡神社に久福丸と久徳丸を描いた船絵馬を板谷清六が奉納した。1855年（安政2年）、河野村の八幡神社金毘羅堂に持船2船を描いた船絵馬を奉納した。このうち1船は1858年（安政5年）時点で中村甚太郎が船頭を務めたと記録される「安悦丸」ではないかと推測されている。
1883年（明治16年）には、中村太蔵（中村多蔵）により河野村の磯前神社に、「安全丸」を描いた絵馬が奉納された。「安全丸」は1878年（明治11年）に敦賀港の船大工・福地太郎兵衛によって建造された1,321石積の帆船で、ジブとスパンカーを装備する和洋折衷船（合の子船）である。
1888年（明治21年）には、安全丸の乗組員として雇用されていた山本仁蔵により、河野村の十九社神社に「安全丸」を描いた絵馬が奉納された。
1893年（明治26年）、河野浦上町に居住し中村家代々の持ち船で船頭を務めた柳田治郎右衛門により磯前神社に「観晃丸」を描いた絵馬が奉納された。「観晃丸」は1868年（明治元年）にオーストラリア・タスマニアで建造された西洋形の帆船で、1892年（明治25年）に中村家が中古で購入した。1896年（明治29年）には、新造したブリガンティン型の西洋形帆船が新たに「長福丸」と名付けられ、磯前神社にその姿を描いた絵馬が奉納された。
明治期、中村家は王子保村（越前市国兼町）に水田を多く所有し、1896年（明治29年）には王子保村の大塩八幡宮に、弁才船の「安全丸」と「安静丸」、西洋形帆船の「長福丸」と「観晃丸」「千羽丸」「歓祥丸」の中村家の持ち船6艘を描いたと思われる船絵馬が、中村三之丞により奉納された。
このほか、江戸時代末期から明治初頭にかけての、板橋家など他の船主と歩持ちの船とみられる「運勢丸」を描いた船絵馬などが、八幡神社金毘羅堂に奉納されている。また、河野地域に現存する最大級の船絵馬として、磯前神社に中村家や刀禰家など複数の家の持ち船を描いたガラス入りで絵馬枠に飾り金具が付いた珍しい絵馬があり、北陸を代表する北前船主が居を構えた当地域の繁栄を伝える。
1915年（大正4年）には、「歓祥丸」を竹筒の曲面によって立体的に描いた絵馬が、その乗組員と推定される橋本栄吉により制作され、河野村今泉の熊野神社に奉納された。「歓祥丸」はブリガンチン型の西洋形帆船で、1931年（昭和6年）にはこの「歓祥丸」と推測される帆船模型が河野村尾合根の住人・宮内孫太郎によって八幡神社に奉納された。また、磯前神社には1933年（昭和8年）に小樽港で撮影された「歓祥丸」の船写真も奉納されている。
船模型では、奉納年不明ながら河野村甲楽城の二ノ宮神社に「千羽丸」の模型が奉納されている。
船写真では、明治20年代に大阪の比石造船所で撮影したとみられる「安静丸」の浸水式（船おろし）時とみられる「船写真」が磯前神社に奉納されている。「安静丸」は1,483石の弁才船だったが、1904年（明治37年）6月16日正午に、北緯41度東経137度地点でロシアの水雷艇により撃沈された。

## 建築

### 敷地
中村家住宅は、河野浦のほぼ中央に位置し、旧村道が屋敷地を二分する。旧村道を挟んで山側（北東側）に主屋、新座敷、背戸蔵、新蔵が、海側（南西側）に西蔵、バンゲ蔵、前蔵、米蔵、塩物蔵・浜蔵、正門がそれぞれ現存する。いずれも明治から大正にかけて建てられたものである。
北陸屈指の船主が暮らした大規模な邸宅であり、広い間口を持つ主屋、趣向を凝らした意匠を用いた三階建の新座敷などは、近代的な造形が取り入れられた和風建築として価値が認められる。また、屋敷地の海側、旧村道沿いに土蔵を並べ、海側に正面を向けた正門を置く構えは、潮風から主屋を守る機能を有する。近代の趣向と地域の特性を取り合わせたことで、特徴的な屋敷構えをつくり出している。

### 各建物の概要

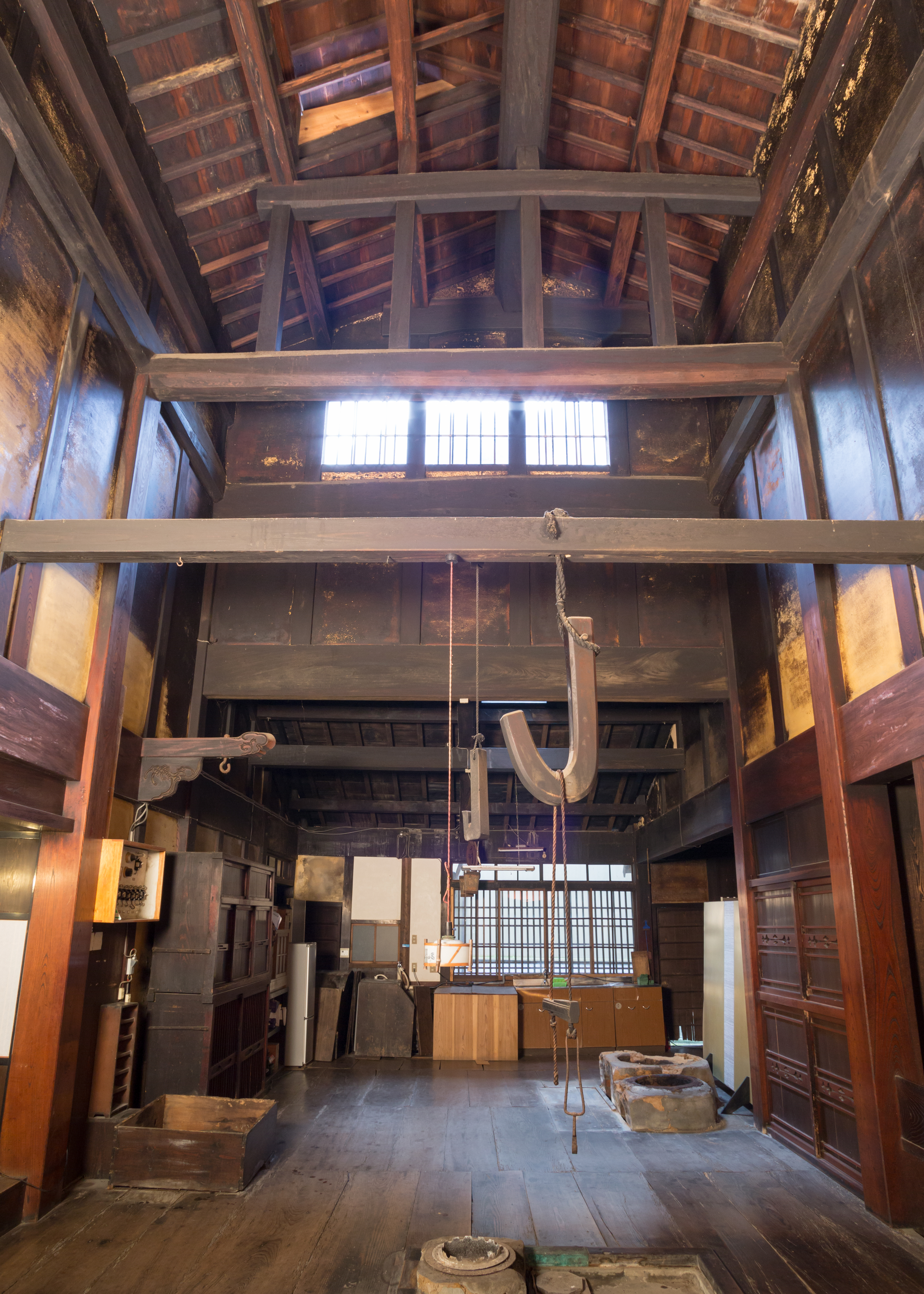
主屋ダイドコロ

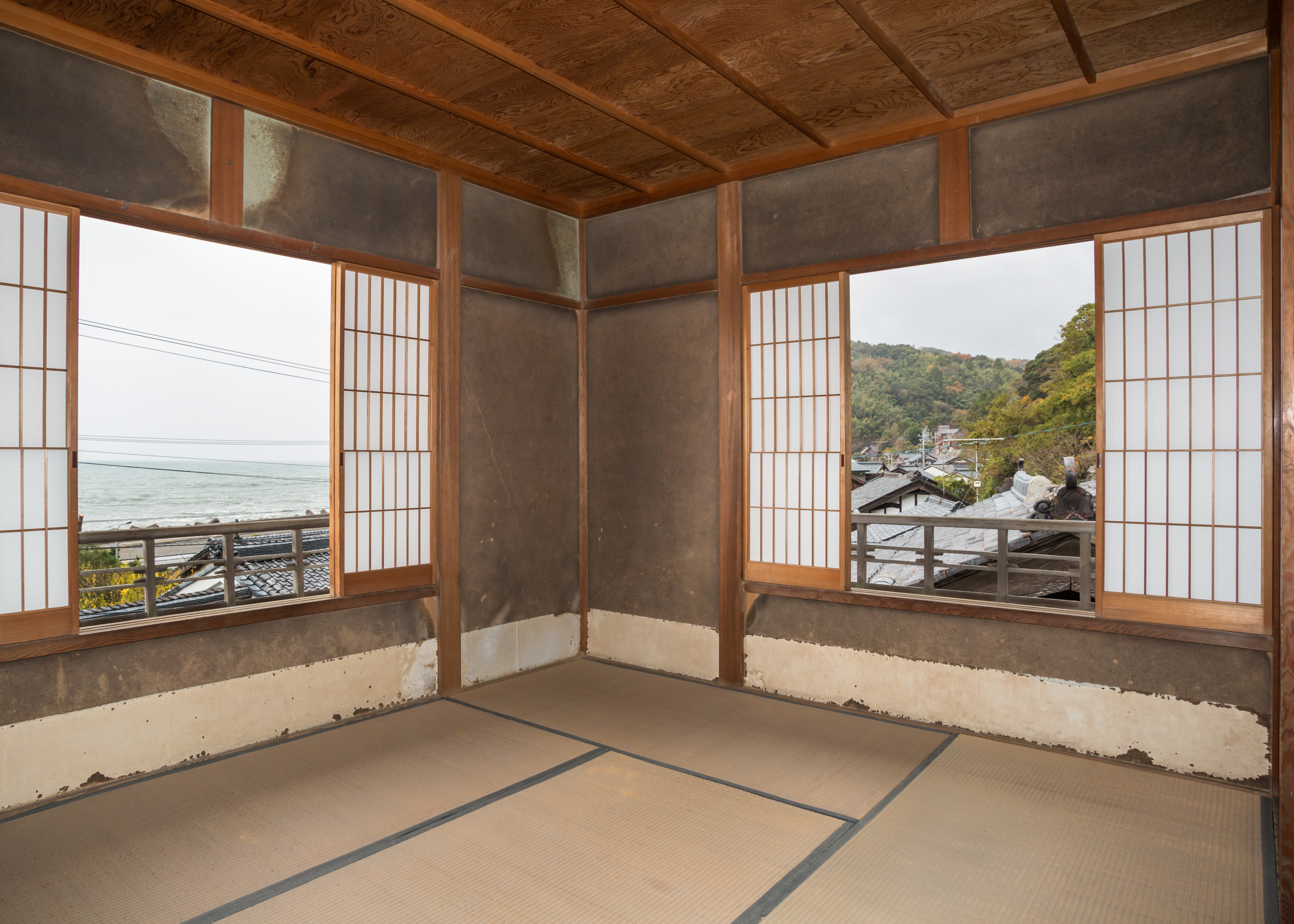
新座敷三階　望楼

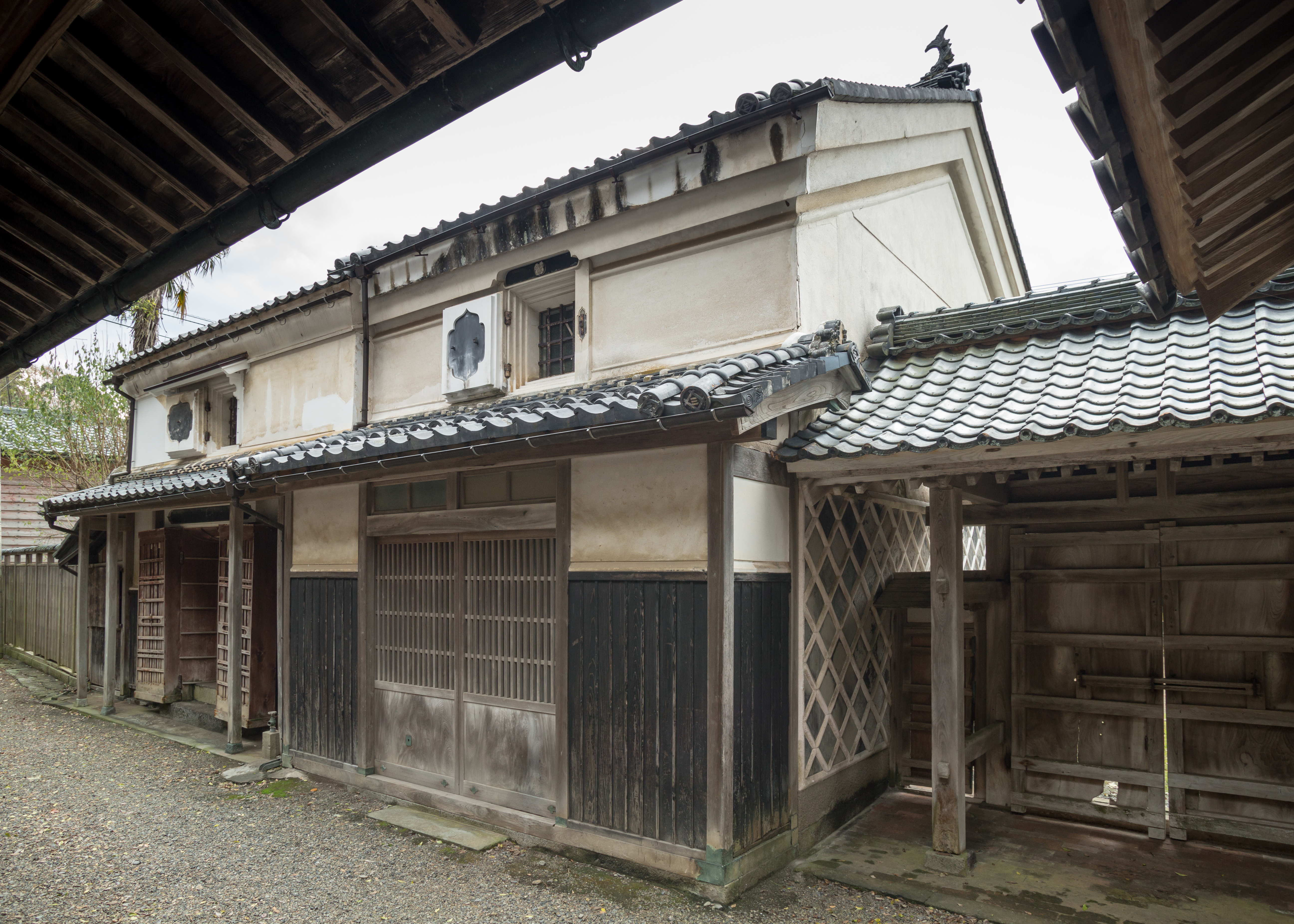
前蔵（右）と米蔵（左）

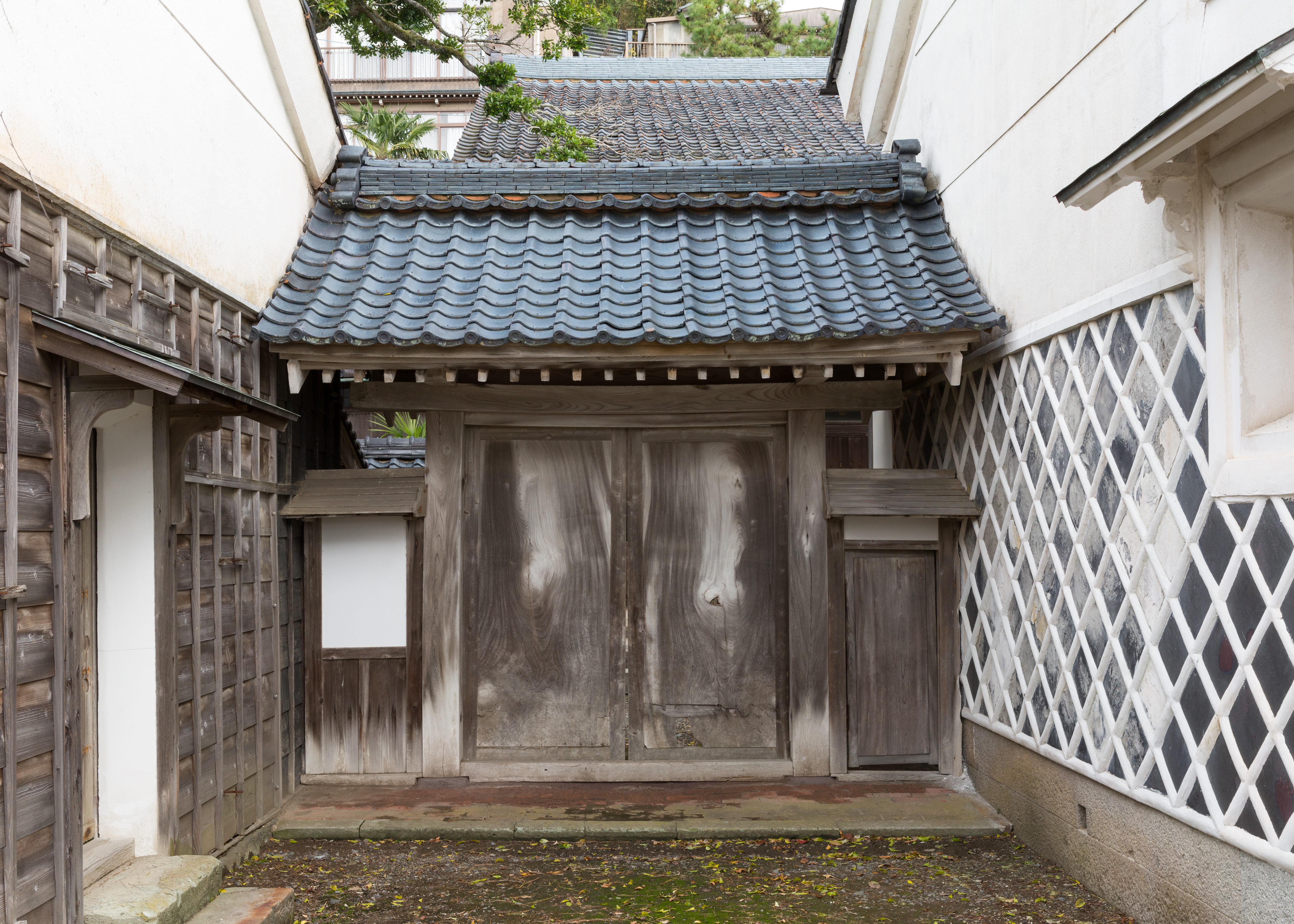
中村家住宅正門

主屋
建築年代が1887年（明治20年）と中村家住宅を構成する建物の中で一番古く、かつ平面積346.70㎡と中村家住宅の中で一番大きい。近世期の家作を踏襲し、明治期の建築が行われた。南北に長い切妻造りの二階建て瓦葺き。西側中央に「式台」と呼ばれる格式の高い来客を迎える玄関があり、入って左側は座敷廻り（中の間、オイエ、ナンド、本座敷と次の間、仏間、隠居間、休足（息）の間の8室）、右側は板の間（土間ニワ、ダイドコロ、コエン、ヘヤ）で構成されている。
式台、中の間、オイエ、ナンド、板の間はケヤキの良材を用い、本座敷、次の間、仏間、隠居の間、休足（息）の間には北前船主が好んだツガ材を用いている。
二階は5つの座敷と次の間、使用人部屋で構成されている。
新座敷
桁行4.676m、梁間7.516m 、3階建、桟瓦葺。
新座敷は1887年（明治20年）築の主屋の南側に1913年（大正2年）に増築されたものである。材料にはツガが用いられている。
1階・2階はどちらも8畳2間の客間座敷で、数寄屋造りとする。
主屋と新座敷の間には擬宝珠をあしらった総欅造の洋風階段が設けられ、2階座敷、そして3階望楼へと導かれる。3階は、瓦葺寄棟造、軒を扇垂木に三方船枻造で船主館に相応しい表構えとする。望楼は北前船主集落の河野でも類がなく、中村家住宅の特徴となっている望楼座敷は6畳敷とし、三方を視界よく、西には日本海を望むことができる。
背戸蔵
裄行9.433メートル。梁間4.363メートル、2階建。基礎は笏谷石の切石石段の布基礎。妻入、桟瓦葺の土蔵造であり、家財道具を収納する堅牢な造りである。東面に下屋庇、窓には桟瓦葺の小庇があり、軒は漆喰で塗り込められている。内部は、1階、2階ともに1室あり、真壁造、漆喰塗である。柱や梁には上質のケヤキが用いられている。弓状の小屋梁があり、棟木から裄に太い垂木が架かる。
新蔵
1891年（明治24年）建築。主屋のある東側の敷地の北西の端に立つ。二階建て。桁行5.7メートル。内部は真壁、漆喰仕上げ。床は一、二階ともケヤキ板張り。
西蔵
桁行7.5メートル、梁間5.6メートルの二階建の土蔵である。外壁は漆喰壁で、北と西の外壁は板張とし、各階とも一室の内部は腰を板張、上を漆喰塗とする。二階の西面には二つの円窓をつくる。家財道具類を収納する。柱や梁には上質のケヤキやクリを用いる。
バンゲ蔵
桁行3.3メートル、梁間5.6メートル平屋建の土蔵である。外壁は漆喰壁で、南面と西面を板張とする。一階は土間床の東側には薪などを収納、板床の西側には道具類を収納して、二階は間仕切りのない一室である。ちなみに当地では、バンゲは「焚きもの」という意味で用いられている。
前蔵
桁行4.5メートル、梁間7.5メートルの二階建の土蔵である。基礎は花崗岩を二段布石積みとした布基礎、北面の腰廻りを平貼りのなまこ壁である。
米蔵　
桁行5.5メートル、梁間6.5メートルの二階建の土蔵である。柱や梁には上質なケヤキが使用されている。内部は腰を横羽目板張り、上部は漆喰仕上げ。外部は漆喰で塗りこめられ、西面と南面は板壁で覆われている。
塩物蔵・浜蔵　
桁行9.5メートル、梁間4.1メートルの二階建の土蔵である。南北棟の切妻造で桟瓦葺きとなっている。南半分は浜蔵、北半分は塩物蔵として使用されていた。外壁は漆喰塗で、腰部分は南・西・北の三面を板張りとする。建築時期は明治29年以降、明治後期とされる。
正門
一間薬医門、切妻造、桟瓦葺、反り屋根。門口は2.4ｍ。主屋の式台に通じ、来賓のための門であった。上質のケヤキが用いられている。

## 保存と活用

### 近年の動向
1987年度（昭和62年度）には河野村が「北前船の歴史むら」事業を始め、北前船主をテーマとするまちづくりを開始した。1990年（平成2年）には北前船主の館・右近家の一般公開を開始し、1991年（平成3年）には第1回「西廻り」航路フォーラムを実施した。1995年（平成7年）には第3回を日本福祉大学知多半島総合研究所の共催で開催し、地元中心主義を廃して全国的な視野に立った報告を行った。
2004年（平成16年）9月4日・5日には河野村役場ホールで河野村北前船資料調査研究会などが主催した第6回「西廻り」航路フォーラムが開催された。この後、河野村が市町村合併により南越前町になっても、フォーラムの開催は続き、2006年（平成18年）9月30日～10月1日に第7回目が、2009年（平成21年）11月7日～8日に第8回目が開催されている。
2015年（平成27年）5月15日、国の文化審議会は、中村家住宅10棟を重要文化財（建造物）に指定するよう答申した。道を挟んで主屋や土蔵が連なる河野地区特有の屋敷構えが歴史価値が高いと評価されたもので、これを受け、これまで非公開だった中村家住宅10棟のうち、主屋と新座敷を5月17日に特別公開し、県内外から500人以上が詰めかけた。7月8日、国重要文化財に指定された。
2017年（平成29年）4月28日、日本遺産「北前船寄港地・船主集落」の構成文化財に認定された。2017年（平成29年）10月28日と29日には邸宅の特別公開が行われ、2018年（平成30年）1月20日と21日にも特別公開された。2018年（平成30年）10月から修理事業が開始された。
2024年（令和6年）4月27日より一般公開が開始された。南越前町が、県と国の補助を受け2018年度から2023年度に屋根瓦の葺き替えや耐震工事を行ったもので、総事業費は約4億8千万円。土蔵群や正門の工事については数年かかるという。

### 保存修理工事

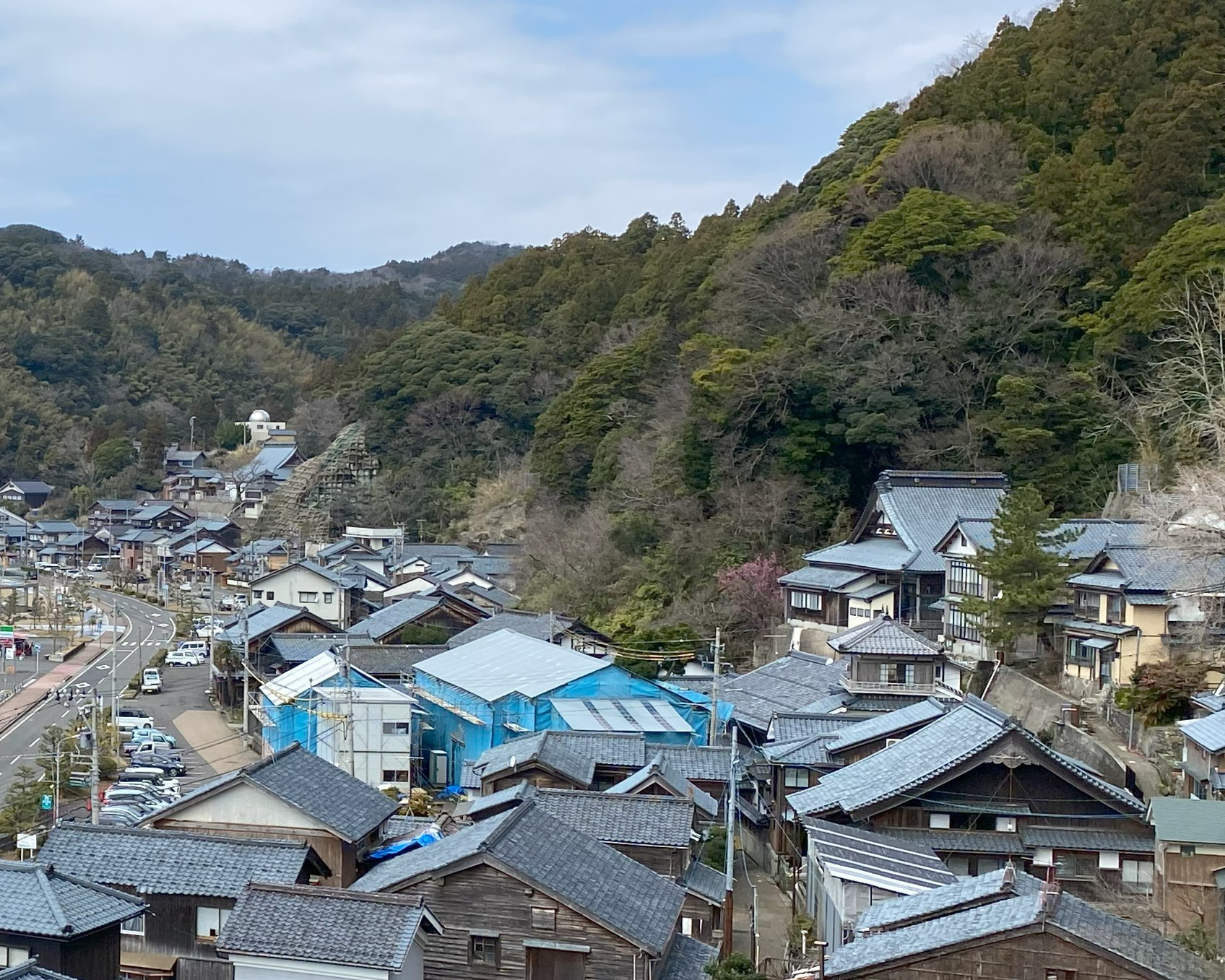
保存修理のためブルーシートに覆われる西側土蔵群

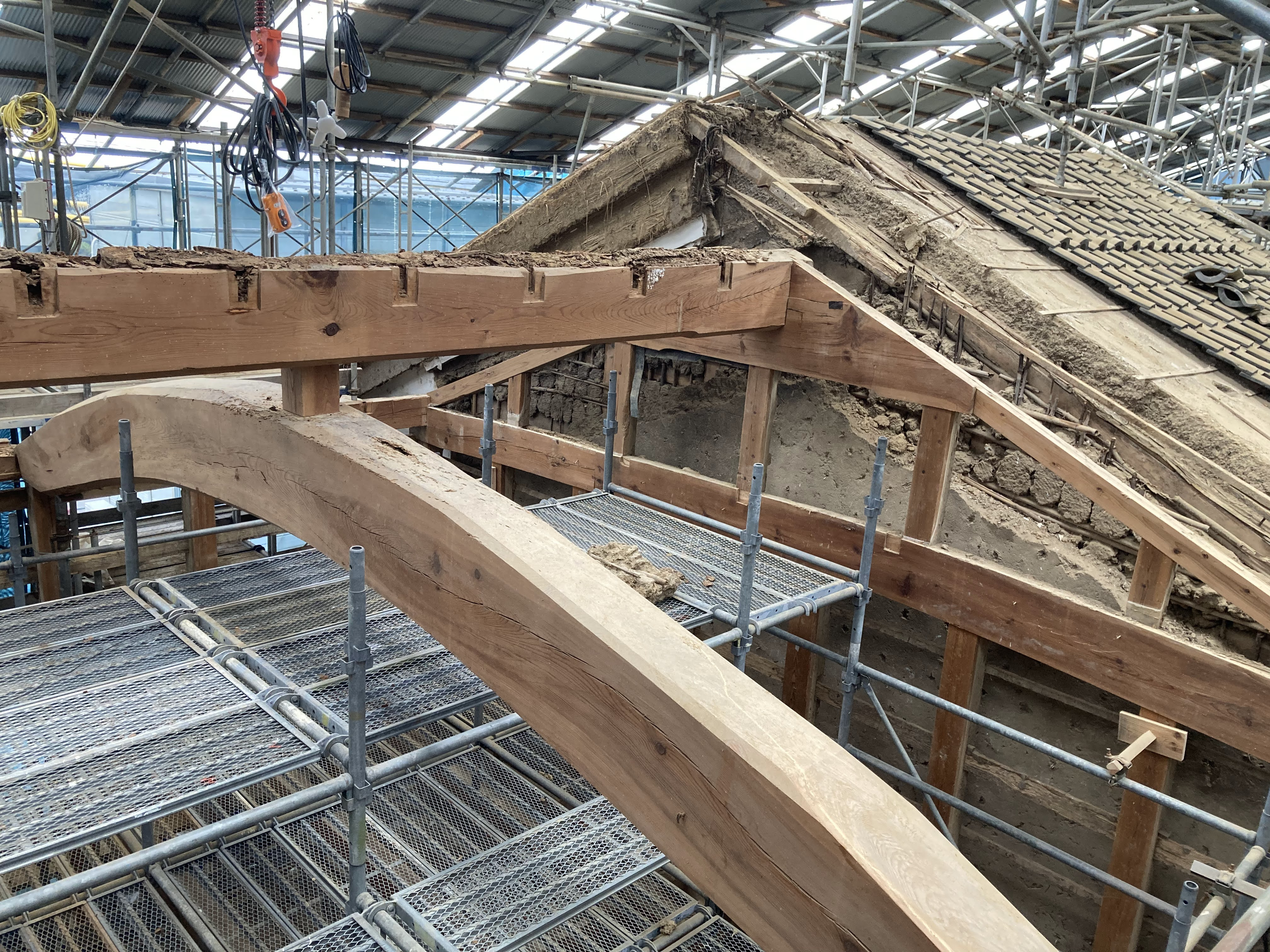
修理途中の土蔵屋根部分

中村家住宅は、1888年（明治20年）の主屋建築から100年以上が経過し、各所に破損がみられたため、2018年（平成30年）10月から保存修理工事を開始した。
主屋と新座敷は、耐震診断を行った結果、耐震性能が不足することが判明したため、2021年（令和3年）度に耐震補強工事を実施した。
文化財修理技術者向けに2022年（令和4年）10月29日
・2024年（令和6年）12月1日
にそれぞれ研修会を行っている。

#### 主屋
主屋の屋根瓦は葺き乱れが見られ、海水の塩害で瓦の重なり部分の傷みがひどく、部分的に雨漏りが生じていた。そのため、2020年（令和2年）度から2021年（令和3年）度にかけて、屋根瓦と屋根下地材の杉皮を葺き替え、木部と土壁、建具の部分的な補修を行った。

#### 新座敷
新座敷の屋根瓦は主屋の屋根瓦と同様に葺き乱れが見られ、海水の塩害で瓦に傷みが生じていた。

#### 西側土蔵群（西蔵・バンゲ蔵、前蔵・米蔵 、塩物蔵・浜蔵）
海からの風による塩害や凍害により屋根瓦、土壁に傷みが見られ、さらに、蔵入口の張り出し部分（戸前）の屋根から土壁に雨水が入り、内側木部の腐朽が見られた。2022（令和4年）度から修理が行われた。
西蔵・バンゲ蔵
2022年（令和4年）度は屋根瓦を降ろして解体し、揚屋を行ったうえで、木工事としては柱や土台の一部を新しい木材に取り替えた。左官工事としては、土壁を一部解体し、壁を塗り替えた。
西蔵の柱はケヤキ材が用いられていた。当時の柱をできる限り活用し、新しい木材を取り付ける「継手」という技術が用いられ、新しく取り付けられた木材には「令和四年度修補」と焼き印された。

## ギャラリー

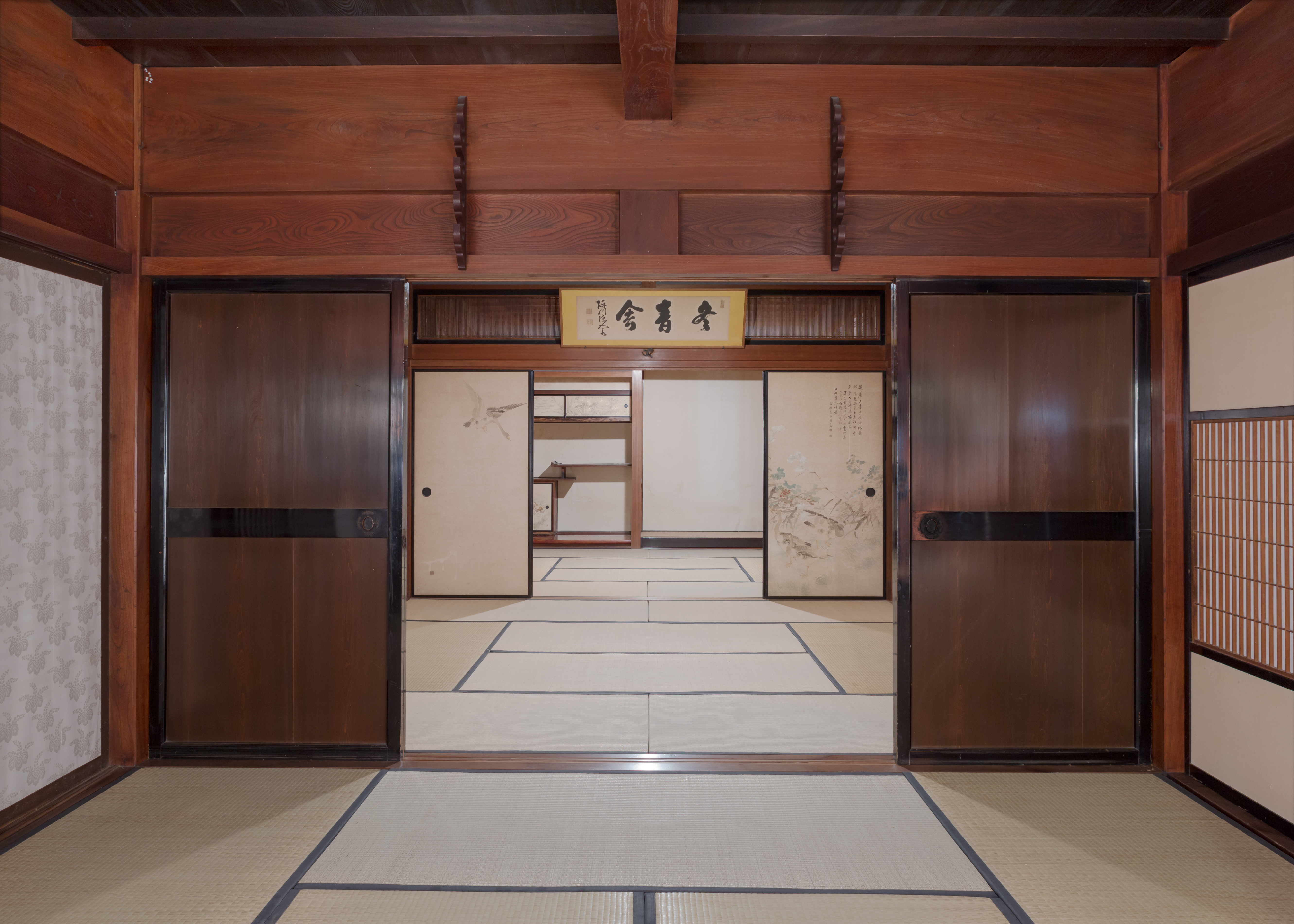
主屋座敷
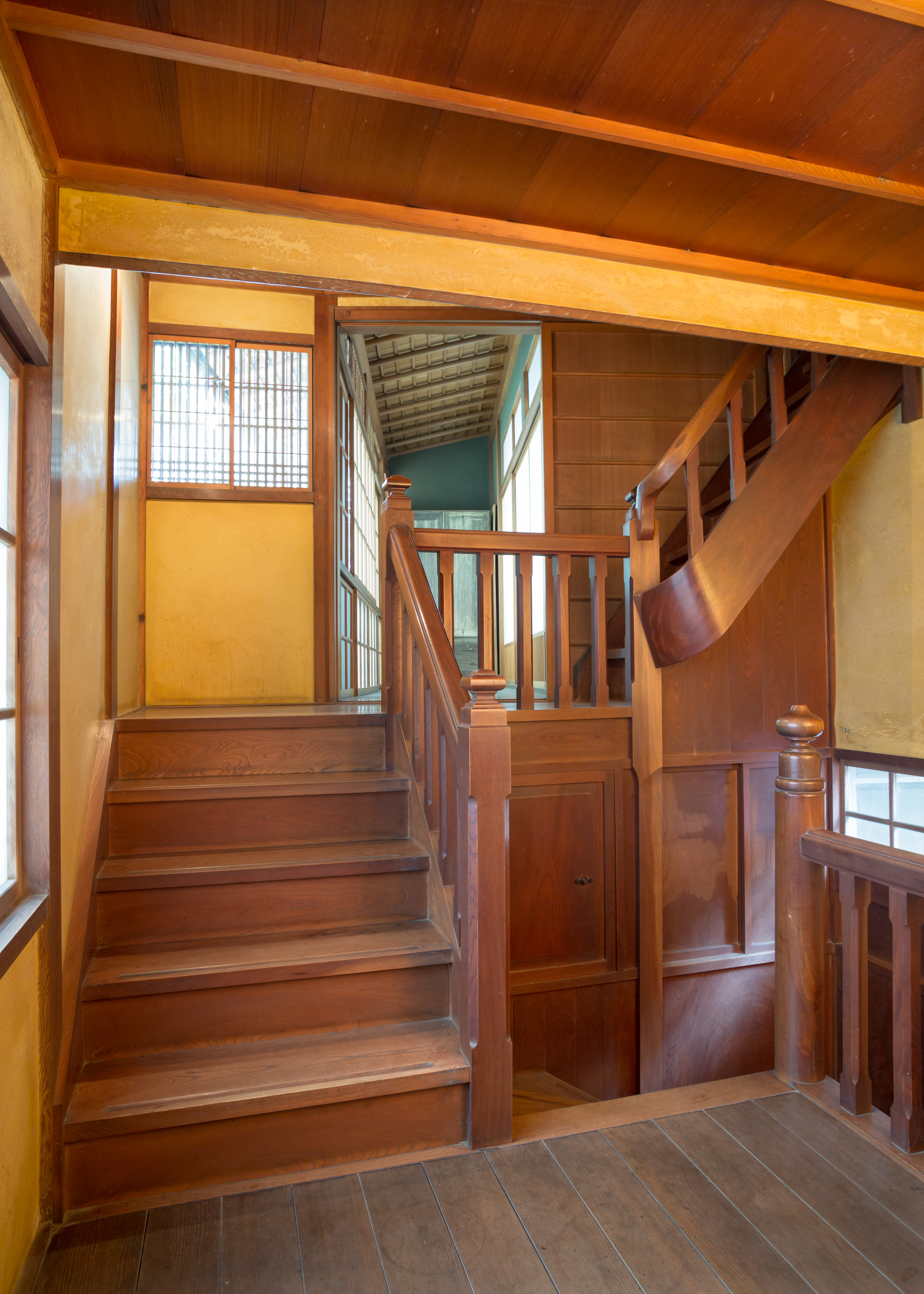
新座敷洋風階段
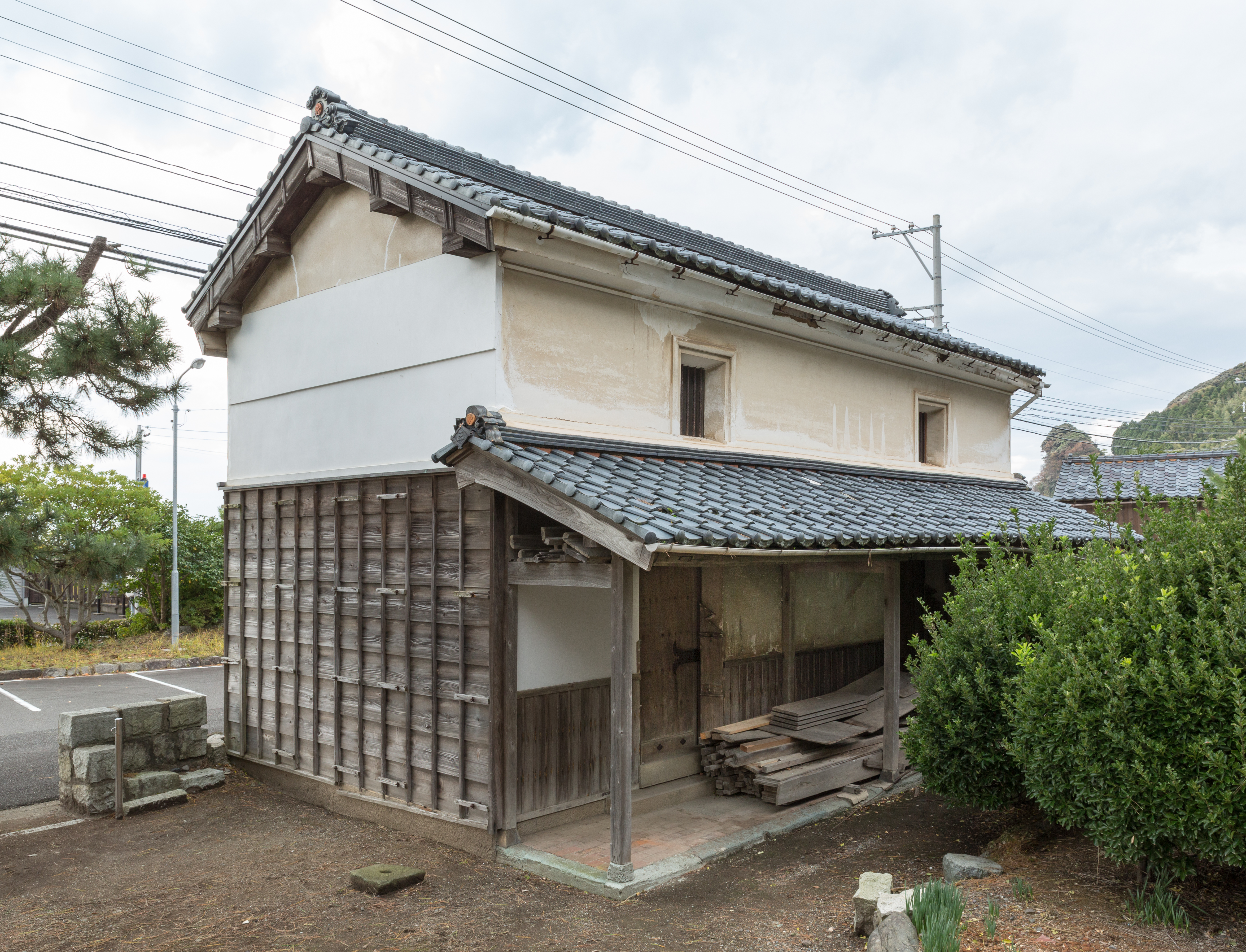
塩物蔵・浜蔵
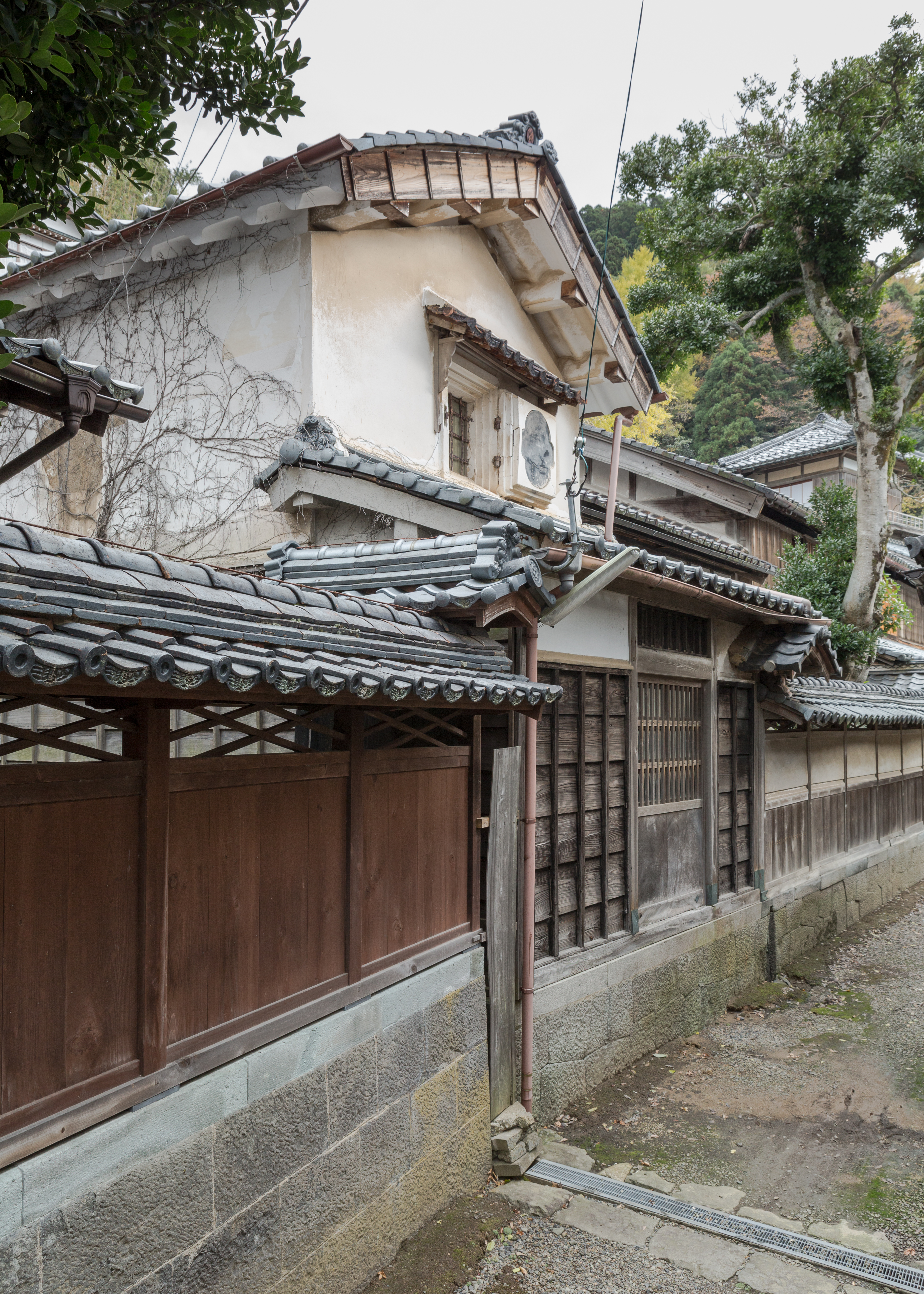
新蔵
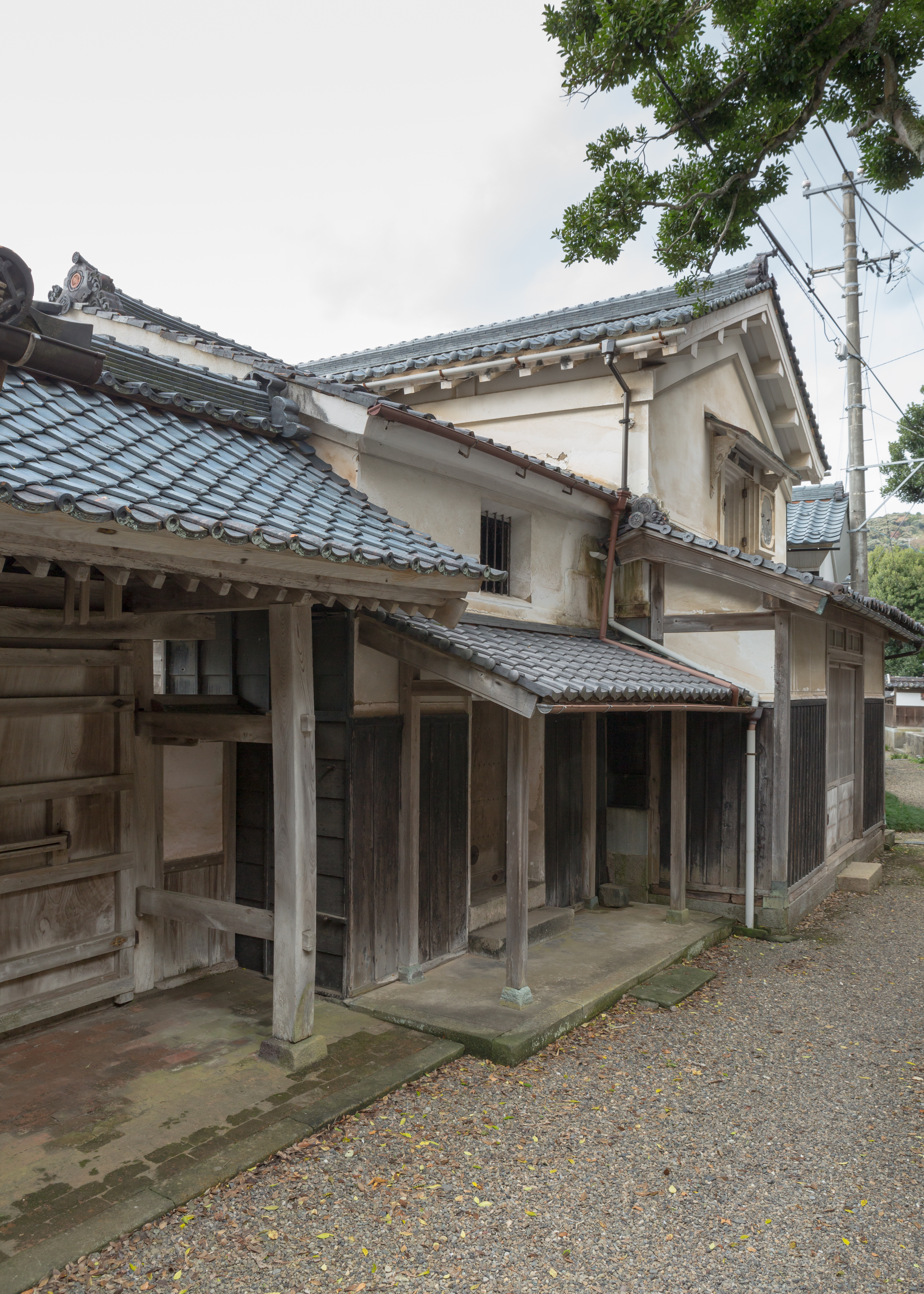
西蔵およびバンゲ蔵
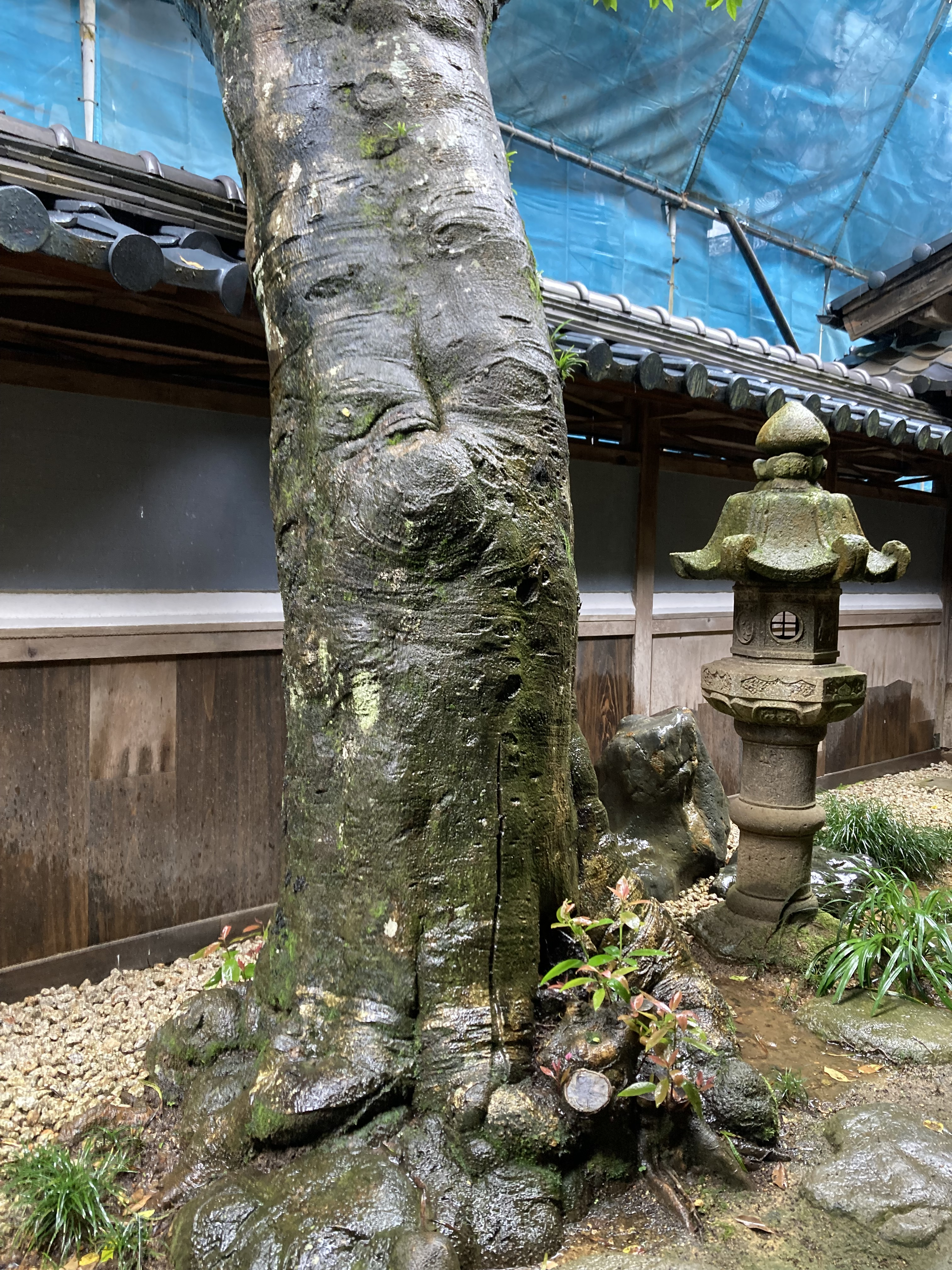
扁額「冬青舎」の由来となったモチノキ
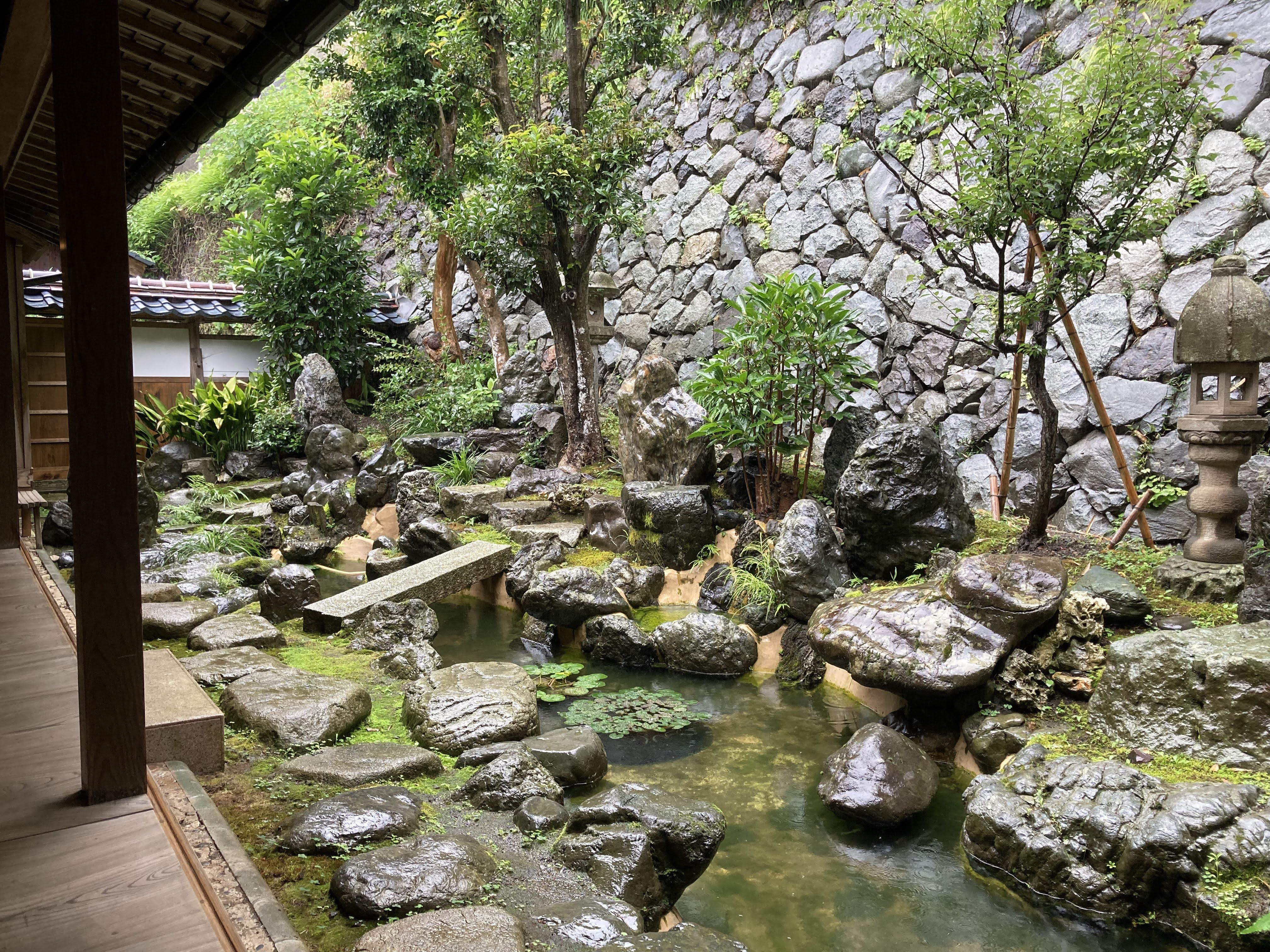
庭
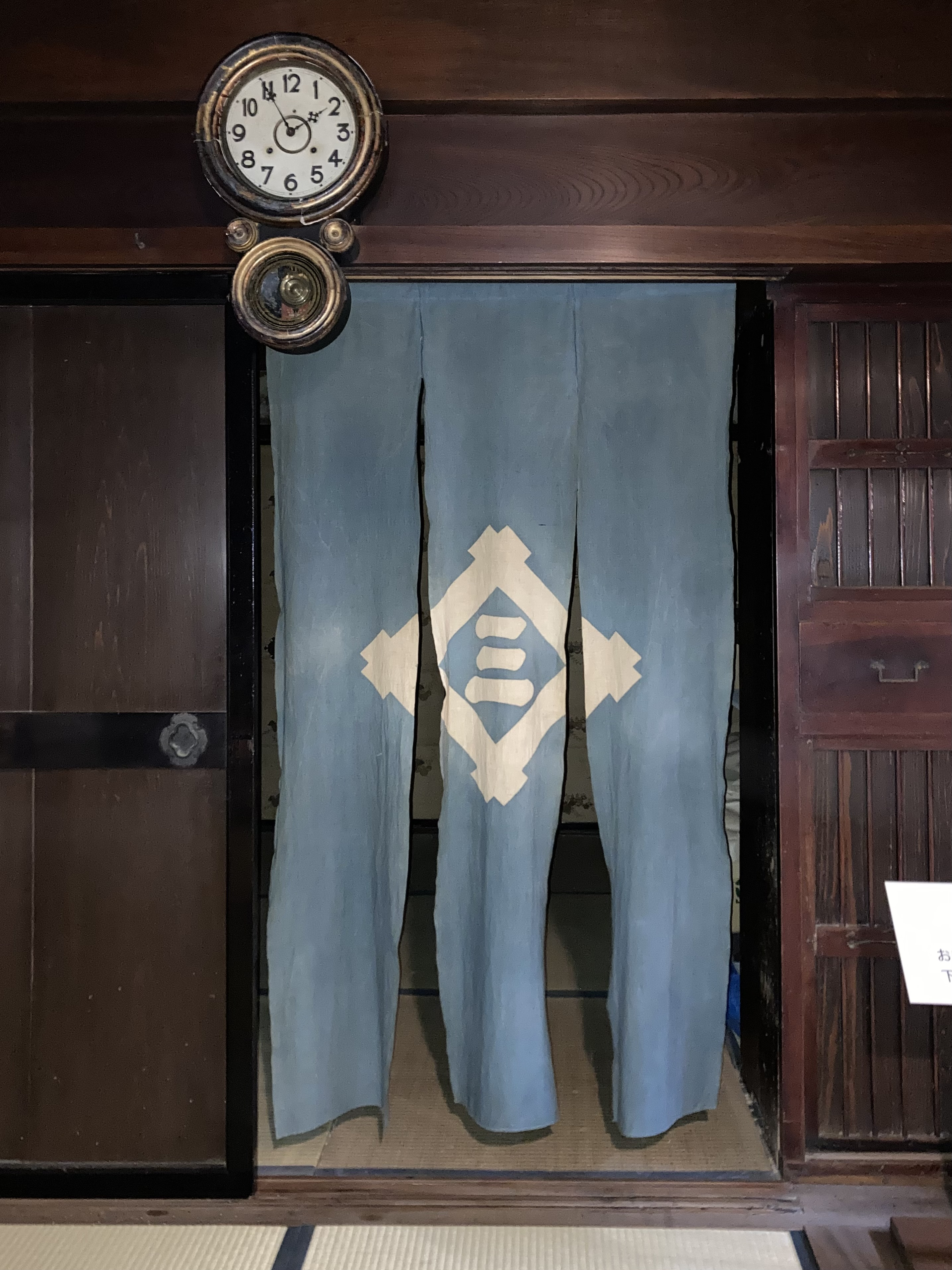
店印が染め抜かれたのれん

## 公開状況
開館時間
9:00〜16:30 （最終受付16:00まで）
休館日
毎週水曜日
年末年始（12月29日〜1月3日）